# Hellegatspolder
De Hellegatspolder is een polder en een voormalig waterschap in de Nederlandse provincie Zuid-Holland, in de gemeenten Lisse, Sassenheim en Warmond. Andere namen voor de polder waren Hillegatspolder, Jan Cortsenpolder of Jan Corsenpolder.
Het waterschap was verantwoordelijk voor de drooglegging en later de waterhuishouding in de polder.